# Отнурок (присілок)
О́тнурок (рос. Отнурок, башк. Отнурок) — присілок у складі Бєлорєцького району Башкортостану, Росія. Входить до складу Нурської сільської ради.
Присілок був утворений 20 квітня 2005 року (підтверджено постановою Уряду РФ 10 вересня 2007 року).